# Crinibracon indicus
Crinibracon indicus är en stekelart som beskrevs av Donald L.J. Quicke 1988. Crinibracon indicus ingår i släktet Crinibracon och familjen bracksteklar. Inga underarter finns listade i Catalogue of Life.